# 中野区立第八中学校
中野区立第八中学校（なかのくりつ だいはちちゅうがっこう）は、東京都中野区鷺宮四丁目にあった公立中学校。
少子化のため、2020年度（令和2年度）をもって中野区立第四中学校と統合、廃校となった。

## 概要
生徒は主に鷺宮小学校・美鳩小学校出身者で構成されており、以前は西中野小学校の出身者も多数在籍していたが、少子化の影響で最末期ではほとんどいなかった。
通称は「八中」（はっちゅう）、または「中野八中」。
校舎と校庭は道路を挟んで別々の土地にあり、横断橋と呼ばれる陸橋を渡り往来する必要がある（以前は横断歩道を渡って往来していた）。その代わり校舎の前には全校生徒が並べる程度の「上校庭」と呼ばれるスペースがあり、朝礼などの簡易的な集会は上校庭を使用して行われていた。

## 沿革
- 1947年 - 開校
- 1960年 - 八中の分校を、現在の中野区立北中野中学校の場所に開設
- 1961年 - 中野区立北中野中学校が分校から独立し開校
- 1979年6月 - 歩道橋が完成
- 1979年8月 - 男子バスケットボール部が全国大会出場
- 1995年1月 - 小体育館（格技室）落成
- 2005年4月22日 - 3年生が都内公立中学校として初となる沖縄修学旅行へ出発（墨田区立本所中学校との2校）
- 2006年4月1日 - 上校庭に人工芝敷設
- 2021年3月 - 2020年度をもって閉校。
- 2024年4月 - 鷺宮小学校と西中野小学校を統合した新校舎を開校する予定[1]。

## 交通
- 最寄り駅 - 西武新宿線鷺ノ宮駅

## 著名な出身者
- みつはしちかこ (漫画家)
- 榎本喜八（元プロ野球選手）
- 米長邦雄（将棋棋士）
- 大浦みずき（元宝塚歌劇団花組）
- 田中裕二（爆笑問題）
- 林葉直子（元女流棋士、タレント）
- 市川春猿（歌舞伎役者、タレント）
- 林家きく姫（落語家）
- 円谷優子（円谷英二の孫、元アイドル）
- 吉澤一彦（アナウンサー）
- 先崎学（棋士）
- 白鳥ゆりえ（元宝塚歌劇団）
- 戸田亮（元プロ野球選手）
- ︎矢崎拓也（広島東洋カープ所属のプロ野球選手）